# Los siete libros de la arquitectura

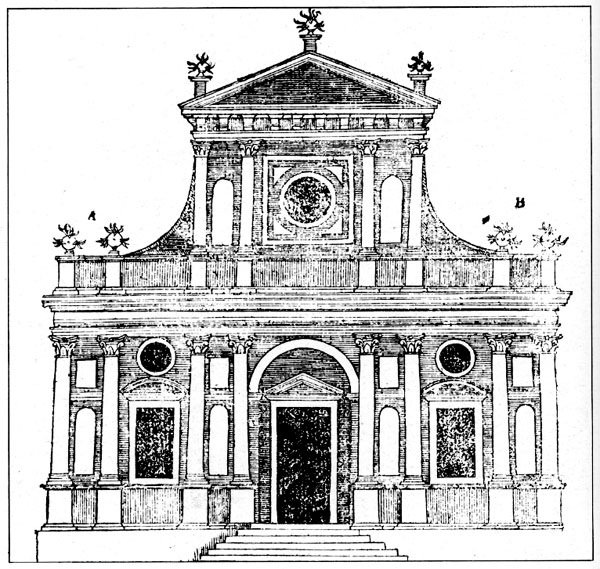
Fachada de una iglesia realizada en madera por Sebastiano Serlio. El diseño fue publicado en un tratado de arquitectura en Venecia en el año 1537.

Los siete libros de la arquitectura (en italiano, I Sette libri dell'architettura di Sebastiano Serlio bolognese) es una obra de Sebastiano Serlio, publicada entre 1537 y 1551, que está considerada como el primer tratado de arquitectura cuyo enfoque fue tanto práctico como teórico, y el primero que codificó los cinco órdenes. La obra difundió el lenguaje de Bramante y Rafael en toda Europa, ofreciendo un vasto repertorio de motivos.
Aparecen en órdenes irregulares: IV (órdenes), III (arquitectura antigua), I y II (problemas matemáticos y representación prospectiva, incluso especnográfica), V (arquitectura religiosa), VII (“de las habitaciones de todos los grados de hombres”, hasta la urbanística: adecuamento a la nueva cultura, luego perspectiva externa que estructura interna-simetría, aceptación del fragmentismo histórico, esto es de la cohabitación de diversos estilos en la ciudad), VI (mismos argumentos pero que permaneció inédito durante siglos), VIII (arquitectura militar). Si bien permaneció inédito durante siglos, el libro VI es conocidísimo por los arquitectos cremoneses del Cinquecento Francesco e Giuseppe Dattaro.
Los diseños fantásticos, especie de portales, en la última parte del tratado fueron a menudo imitados por los arquitectos manieristas.
En su tratado Serlio teorizó sobre la ventana de arco central afianzada de dos aberturas rectangulares que por su nombre se llaman pronto serliana.

## Libro V
El libro V de Sebastián Serlio tiene como eje temático la arquitectura religiosa. Concretamente describe las diferentes formas válidas, según su mirada, que hay de construir un edificio de culto religioso.

### Desarrollo
El texto propone diversas tipologías morfológicas que son explicadas mediante el análisis de un templo representativo. En este estudio, el autor hace una minuciosa descripción de todas las partes que componen la obra, su distribución, sus medidas y hasta en algunos casos, detalles de su materialización o explicaciones acerca del significado detrás de las operaciones proyectuales descritas. El texto, además, se apoya en imágenes, principalmente plantas, cortes y vistas, que ayudan a una mejor comprensión. En algunos casos, también se utilizan detalles de sectores del edificio para describir particularidades.

### Estructura
El texto presenta una estructura que se repite de forma casi idéntica a lo largo de todo el libro . Comienza analizando cada tipología con un texto descriptivo de la generalidades del edificio en cuestión. Luego se muestra una planta del mismo, que contrasta lo escrito por el autor previamente. Esta operación descripción-imagen se repite una o dos veces, dependiendo del caso, y especifican cualidades del templo que se ven reflejadas en los cortes, vistas y detalles proporcionados.

### Tipologías
Son 12 las tipologías morfológicas propuestas por Serlio para la construcción de templos:
1. Planta circular
2. Planta circular con aditivos prismáticos
3. Planta ovalada
4. Planta pentagonal
5. Planta hexagonal
6. Planta octogonal
7. Planta cuadrada
8. Planta cuadrada con aditivos circulares
9. Planta de cruz griega
10. Planta de cruz latina (aproximación)
11. Planta de cruz latina tradicional
12. Planta de cruz latina (acortada en su lado menor)